# Annemarie Berté
Annemarie Berté (* 1932; † 19. Jänner 1995; geborene Annemarie Moritsch) war eine österreichische Fernseh- und Radiosprecherin.

## Leben
Annemarie Berté stammte aus Kärnten. Gleich nach ihrer Schulzeit wurde sie 1949 unter achtzig Bewerberinnen als Sprecherin von Radio Klagenfurt ausgewählt. Nachdem sie dort eine Zeit lang zunächst im Archiv gearbeitet hatte, war sie Anfang der 1950er Jahre fast täglich in einem der drei Programme der Sendergruppe Alpenland zu hören. Im ORF-Fernsehen hatte sie 1958 einen ersten Auftritt. Sie moderierte von 1967 bis 1971 alternierend mit drei weiteren Sprechern die Jazz-Radiosendung Vokal – Instrumental – International auf Ö3.
Berté war ab 1975 die erste Frau, die mit der Zeit im Bild die wichtigste Nachrichtensendung im österreichischen Fernsehen moderierte. Sie wurde im selben Jahr als beliebteste Fernsehsprecherin mit der Goldenen Kamera ausgezeichnet. An der Seite von weiteren ORF-Persönlichkeiten wie Ernst Wolfram Marboe, Peter Rapp und Ingrid Wendl spielte sie 1977 in einer Hörspiel-Adaption des Kleinen Prinzen von Antoine de Saint-Exupéry die „Schlange“.
Annemarie Berté war bis in die 1990er Jahre beruflich aktiv und starb 1995 im Alter von 63 Jahren.